# 21393 Kalygeringer
A 21393 Kalygeringer (ideiglenes jelöléssel 1998 FF34) a Naprendszer kisbolygóövében található aszteroida. A LINEAR projekt keretében fedezték fel 1998. március 20-án.